# Nastolatki (zespół muzyczny)
Nastolatki (początkowo The Teenagers) – polski zespół bigbitowy, a następnie rhythm and bluesowy, działający od 1 kwietnia 1962 roku do 1968 roku we Wrocławiu. 

## Historia
Formacja, początkowo używająca nazwy „Czarne Pantery” została założona w 1962 roku przy wrocławskim klubie Kolejarza przez: Mieczysława Misiewicza (gitara), Bronisława Minałtę (gitara basowa) i Bronisława Wolańskiego (perkusja), do których w kwietniu dołączył kompozytor, Aleksander Nowacki (gitara, wokal).
To właśnie Nowacki zaproponował nazwę „The Teenagers” i został liderem zespołu. Nazwa „Nastolatki” (nieistniejąca wówczas w polskim słownictwie) powstała podczas zapowiadania jednego z pierwszych występów grupy przez konferansjera zespołu - Stanisława Stolarczyka. Określenie „Muzyka nastolatków” zastępowało czasem hasło „Muzyka rockowa”. 
Formacja zadebiutowała w lipcu 1963 roku jako najmłodszy w Polsce zespół big-beatowy - na II Festiwalu Młodych Talentów w Szczecinie, gdzie zajęła drugie miejsce. Po festiwalu zespół, wzmocniony wokalistami Zdzisławem i Januszem Pasiekami oraz Katarzyną Sobczyk, Sławą Mikołajczyk i Marianną Wróblewską rozpoczął tournée po nadmorskich Non Stopach. 
Zespół Nastolatki jako pierwszy na polskiej scenie muzycznej wprowadził choreografię w wykonywanych utworach. Jeden z wymyślonych kroków tanecznych tańczony był później przez młodzież w tańcu zwanym madison. 
Potem przyszły zdjęcia do niemieckiego filmu dokumentalnego o Wrocławiu, w którym zespół reprezentował młodzieżowe środowisko muzyczne. Formacja przeszła pod patronat ZHP i na przełomie grudnia i stycznia 1964 roku wzięła udział w przemyskim I Sympozjum Piosenki Harcerskiej. Niewątpliwą nobilitacją było zaproszenie grupy w 1964 roku na II Krajowy Festiwal Piosenki Polskiej do Opola. Nastolatki, wykonując z gościnnym udziałem Bogusławy Kapicy m.in. kompozycję Cztery słońca, nie zdobyły żadnej z nagród, ale wyróżniono perkusistę Wolańskiego. 
Grupę zaproszono też na pierwsze nagrania radiowe do Wrocławia. We wrześniu 1964 roku Nastolatki wzięły udział w programie telewizyjnym Każdy dzień przygodą, a w styczniu 1965 roku w podobnej imprezie w Warszawie. 

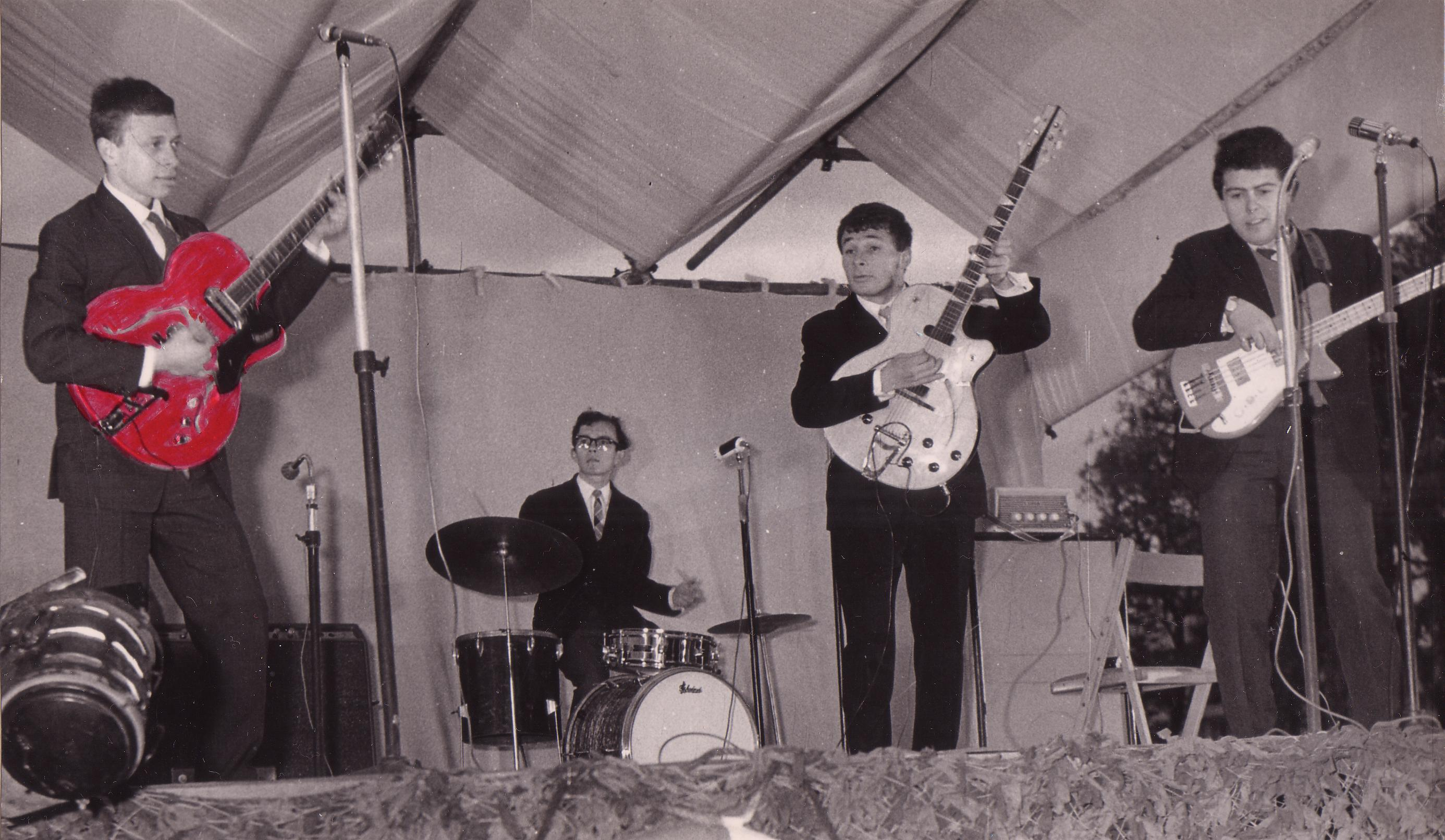
Nastolatki w drugim składzie

Wiosną 1966 roku formacja przeszła poważne zmiany personalne i do Wiosennego Festiwalu Muzyki Nastolatków w 1966 roku zespół przystąpił w nowym składzie: Natan Walden (gitara basowa, wokal), Adam Szladow (gitara, wokal), Adam Bielawski (perkusja) i Aleksander Nowacki (lider grupy; gitara, wokal) - oraz z całkowicie nowym repertuarem złożonym z własnych nagrań i tekstów z włączonymi melorecytacjami wierszy (bracia Pasiekowie w tym czasie nie współpracowali już z zespołem). Tak zróżnicowany repertuar Nastolatków sprawiał, iż zespół zbierał skrajnie przeciwne recenzje. Na krótko przed rozpadem do zespołu dołączył nowy gitarzysta Mieczysław Dąbrowski. Gdy latem 1967 roku Walden rozstał się z Nastolatkami, a jego miejsce zajął Kazimierz Cwynar, grupa pod nazwą „Apopeldoki” jeszcze przez pewien czas kontynuowała działalność. W 1968 roku na II Festiwalu Piosenki Żołnierskiej w Kołobrzegu zespół otrzymał 2. nagrodę.
Nowacki występował w działających później grupach Quorum i Homo Homini. Bielawski zasilił w 1967 skład zespołu Vratislavia Beat, który w 1969 roku przekształcił się w Muzilo, i nagrał płytę z utworami w języku esperanto. W latach 70. był członkiem jazz-rockowych formacji Spisek i Crash, by w 1980 roku związać się z Prońko Bandem - zespołem Krystyny Prońko. 
Zespół Nastolatki w latach swojego istnienia nie nagrał żadnej płyty, a z wielu nagrań radiowych, ocalało tylko kilka i to w niezbyt dobrym stanie. W 2017 roku nakładem Kameleon Records ukazała się płyta z zachowanymi nagraniami zespołu pt. Żegnajcie najmilsze lata. Nagrania archiwalne z lat 1964–1966

Po wczesnym okresie działalności w którym grupa prezentowała głównie instrumentalne, okraszone nieschematycznymi i oryginalnymi melodiami nagrania nawiązujące do stylu The Shadows, formacja ewoluowała w prawdziwą muzyczną petardę. Ostre wokale, przesterowane partie gitar, garażowe brzmienie i melodyka, jaka z pewnością była wówczas mocno szokująca dla rodzimych odbiorców, stały się znakiem rozpoznawczym formacji. Zespół z dużą swobodą i naturalnością czerpał z amerykańskiego garage beatu i brytyjskiego rhythm and bluesa, będąc bez wątpienia jedną z naszych najciekawszych grup tamtego okresu.